# Mohammad Mustafa
Mohammad Abdallah Mohammad Mustafa, né le 26 août 1954 à Kufr Sour, est un économiste et homme politique palestinien. Il est le président du fonds souverain palestinien.
En 2013, il devient vice-Premier ministre chargé des affaires économiques. En 2014, il est vice-Premier ministre et ministre de l’Economie nationale avant de démissionner en mars 2015.
Il est cité dans l'affaire des Panama Papers en avril 2016.
Le 14 mars 2024, le président de l'État de Palestine, Mahmoud Abbas, nomme Mohammad Mustafa Premier ministre.